# Terceira
|  | Per a altres significats, vegeu «Batalla de l'Illa Terceira». |

Terceira és una de les illes de l'arxipèlag de les Açores (Portugal). El seu nom fa referència al fet que va ser la tercera illa de l'arxipèlag a ser descoberta, després de l'illa de Santa Maria i la de São Miguel.

## Geografia
Les illes Açores constitueixen la terra més occidental de la Unió Europea, i es troben al bell mig de l'oceà Atlàntic, a quasi igual distància entre els continents europeu i americà. L'illa té aproximadament 29 km d'ample per 18 km de llarg, amb un perímetre de 90 km i una superfície de 396,75 km². El punt més alt es troba a 1.022 m a la serra de Santa Barbara, a la zona oest. La capital de l'illa és Angra do Heroísmo i la segona ciutat és Praia da Vitória.
Terceira, estesa en el paratge en el qual torça el seu curs el corrent del golf de Mèxic i s'arremolinen les àrees determinants del canvi de direcció d'aquella: paratge notable entre els dos mons, sobretot si al que s'ha dit abans s'afegeix que el grup de cims que forma l'arxipèlag té per pedestal un altiplà submarí, la qual base es troba en els abismes del mar, a més de 4.000 m de profunditat, i que per la seva naturalesa volcànica, anàloga a la de Madeira i les illes Canàries, són la continuació d'una serralada plutònica submarina que arrenca molt endins del continent africà, a l'Atles, el qual gran volcà Djebel Toubkal, és com el germà gran d'aquesta família ígnia.
L'illa Terceira, la principal del grup històricament, no és la més gran, ja que per la seva extensió, de 396,75 km², ve després de la de São Miguel (759 km²). És de forma oval, alta, de relleu extremadament esquerp. El pic culminant és la Caldeira de Santa Barbara, que assoleix els 1.067 m. Des d'allà es gaudeix de l'esplèndid panorama de les illes centrals, São Jorge, Graciosa i Pico. Darrere la imponent massa d'aquesta enorme muntanya (2.800 m) s'amaga la pintoresca illa de Faial. Des d'una altra muntanya, o Caldeirão, es domina el centre i est de l'illa. El Caldeirão és un antic cràter de 10 km de circumferència, ocupat per espessos matolls envoltats de cons volcànics.

### El sòl

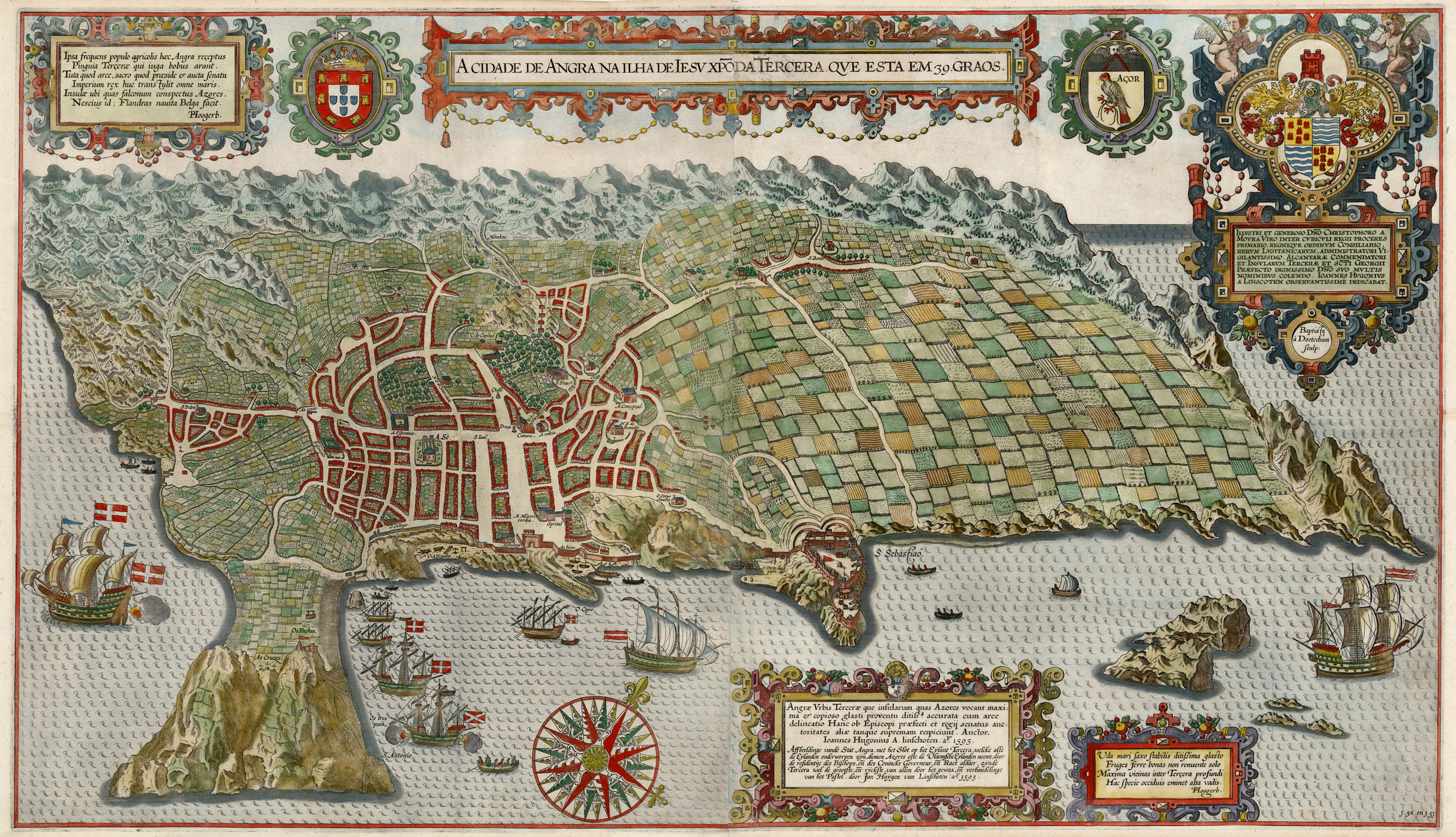
Gravat de l'illa Terceira (de l'itinerari, l'obra de Jan Huygen van Linschoten de 1595). Al centre hi ha Angra Com i Monte Brasil

Tot el sòl i el subsòl de l'illa Terceira és volcànic, semblant en això a la resta de l'arxipèlag, menys São Miguel, ja que a aquesta s'hi veuen, per rara excepció, grosses fileres de calcària conquillosa miocena. Les roques volcàniques de Terceira poden dividir-se, com les altres de les Açores, en antigues i modernes. Al primer grup, molt escassament representat, pertanyen alguns blocs de sienita, diorita, diabasa i whewellita, totes d'estructura granítica, enclavades en les roques eruptives modernes. El basalt s'estén en franges estretes per la superfície superior del terreny, contrastant el seu color negre amb el vermellós de l'argila ferruginosa que en la Terceira, com a la resta d'illes, forma la major part del sòl, aquí i allà interrompudes pels pics i cons de diversos colors: de trets blanquinosos, de vegades coberts de pedra volcànica; de trets negres, per la presència de filons de lava, i també, de vegades, marrons, per estendre's sobre ells escòries fosques, pulverulentes.
En les valls s'hi veuen espais d'enlluernadora blancúria, resultants de la pols de pedra volcànica que s'estén sobre ells. En altres paratges ho cobreix tot una escòria negra com el carbó: són el que els geòlegs anomenen lapil·li. També hi ha la “pedra queimada”, pedrotes negres, o rocs vermellosos, molt durs. Traquites, andesites, laves volcàniques, laves basàltiques, cendres i pedra volcànica, pudors pomítics i escoriàcies disposades en capes espesses; tot producte d'erupcions volcàniques. Després els meteors les van treballar intensament, sucumbint primer a l'acció de les abundants pluges i de la boira quasi constant, el basalt, el sílice pobre però ric en oxigen, ferro, calci, magnesi, sodi i potassi, formant els silicats així construïts l'argila que abans s'ha mencionat, i que en alguns paratges assoleix molts metres de gruix. Dels detritus d'aquestes roques en resulta un sòl molt fèrtil, amb només una quantitat mitjana de nitrogen, àcid fosfòric i calç, però abundantíssim en potassa. Les arenes, pedres i argila, i també l'humus, són en quantitat més que suficient per fer el terreny molt apte per a l'absorció de l'aigua.

### La costa
La costa de l'illa és generalment molt escarpada, amb algunes puntes que s'avancen una mica dintre el mar, i són: la de les Contendas, al SE,; la de Malmerendas, al N. de la badia de Praia; la de Carneiros, al NE,; la Punta Negrito, al NO, i la Gorda, al SO. Els punts accessibles són: la badia d'Angra do Heroísmo, punt capital de la costa S, i la situada en la costa E, on està la ciutat d'Angra da Vitória. Al voltant de l'illa Terceira es veuen vestigis de volcans submarins, testificant la seva presència els illots d'As Cabras i Morro do Brazil, aquest anomenat així per l'abundància de la planta tintori del mateix nom que allà hi habita. Té profundes grutes i un cràter doble.

### El paisatge
El paisatge és bellíssim, sobretot als voltants d'Angra, capital de l'illa, envoltada de grans muntanyes. El primer port de l'arxipèlag és Ponta Delgada, en l'illa de São Miguel i després ve Angra, amb un tràfic de moltes tones.
L'illa està dividida en dos consells. La seva capital, com resta dir, és Angra.
Els habitants de l'illa Terceira, com quasi tots els de l'arxipèlag, són d'origen portuguès. Alguns procedeixen de colònies flamenques que poc després del descobriment s'establiren allà. Són molt laboriosos, excel·lents llauradors i propensos a emigrar, sobretot, fugint del servei militar, cosa a la qual són refractaris.

## Clima
El clima de les Açores és el típic insular, no tan sols per la immensitat del mar que l'envolta, sinó per trobar-se en el límit dels vents alisis i contraalisis. De les principals ciutats de l'arxipèlag, Ponta Delgada, Horta i Angra do Heroísmo, aquesta és la de més elevada temperatura mitjana anual, excedint quasi 1 °C a les altres dues: 18,06 °C, l'oscil·lació tèrmica anual difereix poc de la de la resta de l'arxipèlag, que és de 12,54 °C, motiu pel qual es pot assegurar que el clima s'aparta un xic del tipus insular per apropar-se al variable. A Angra la humitat mitjana anual és de 81,4. La capa de pluja, d'1 m aproximadament, és inferior a Horta, on arriba a 1,5, les boires són freqüents, però més en les muntanyes que en el litoral.

## Flora
La flora de les Açores i, per tant la de Terceira és molt semblant a la del Mediterrani. Predominen entre les plantes herbàcies les gramínies anuals, les compostes, lleguminoses, labiades i umbel·líferes, i entre els arbres els de fulla perenne, notant-se la singularitat que encara els de fulla caduca difícilment la perden en tot el curs de l'hivern. La flora de les Açores és diferent de la mediterrània en l'abundància de falgueres polipodiàcies que es troben per totes bandes en l'illa Terceira i en les altres illes.
El nombre d'espècies vegetals indígenes no passa d'unes 500, entre les quals 40 i escacs són pròpiament de les Açores. Entre aquestes destaca el malvavisco de les Açores, que es troba en els llocs més freds; l'enciam de les illes i els créixens (agräo das caldeiras), que cobreixen amb la seva verdor els fon humits dels cràters, i en el més alt dels turons orquídies magnífiques (Habenaria micrantha i Habenaria longe-braclata). No és tan exuberant la vegetació en la Terceira com a São Miguel, on existeixen famosos jardins particulars que són veritables meravelles, però també és notable la seva fertilitat, produint cereals, llegums i fruita en abundància i d'excel·lent qualitat, i també posseeix bones vinyes, restes del que en altre temps tingué, i que donaven molt bon vi.
A començaments del segle XX els tarongers substituïren al vi en importància. També hi ha conreu de: plàtan, te i cafè, havent-hi també figueres magnífiques. En els terrenys no calcaris creixen admirablement els castanyers i el pi. Aquesta flora és la mateixa existent en l'època de les erupcions antigues, perquè a sota de les velles laves s'hi han trobat troncs d'arbres idèntics als actuals. No hi abunda l'aigua potable, però sí les mineromedicinals, de les quals hi ha nombrosos brolladors. Els antics esllavissaments de lava van obrir galeries decorades amb estalactites negres, per on circulen de vegades aigües subterrànies, com succeeix a prop d'Angra, on existeix un cabalós riu que va per sota terra, el qual movia múltiples molins.

## Fauna
La fauna és pobra. A part els animals domèstics introduïts per les persones, només s'hi troba a l'illa sis o set espècies de mamífers: el conill, diverses espècies de rates, la fura i el ratpenat. No hi ha rèptils; escassegen les espècies entomològiques, amb la sola lamentable excepció d'alguns insectes molt nocius per l'agricultura. El mateix succeeix amb les aus, essent molt abundants les granívores, que els camperols les designen amb el mot praga (plaga).

## Història

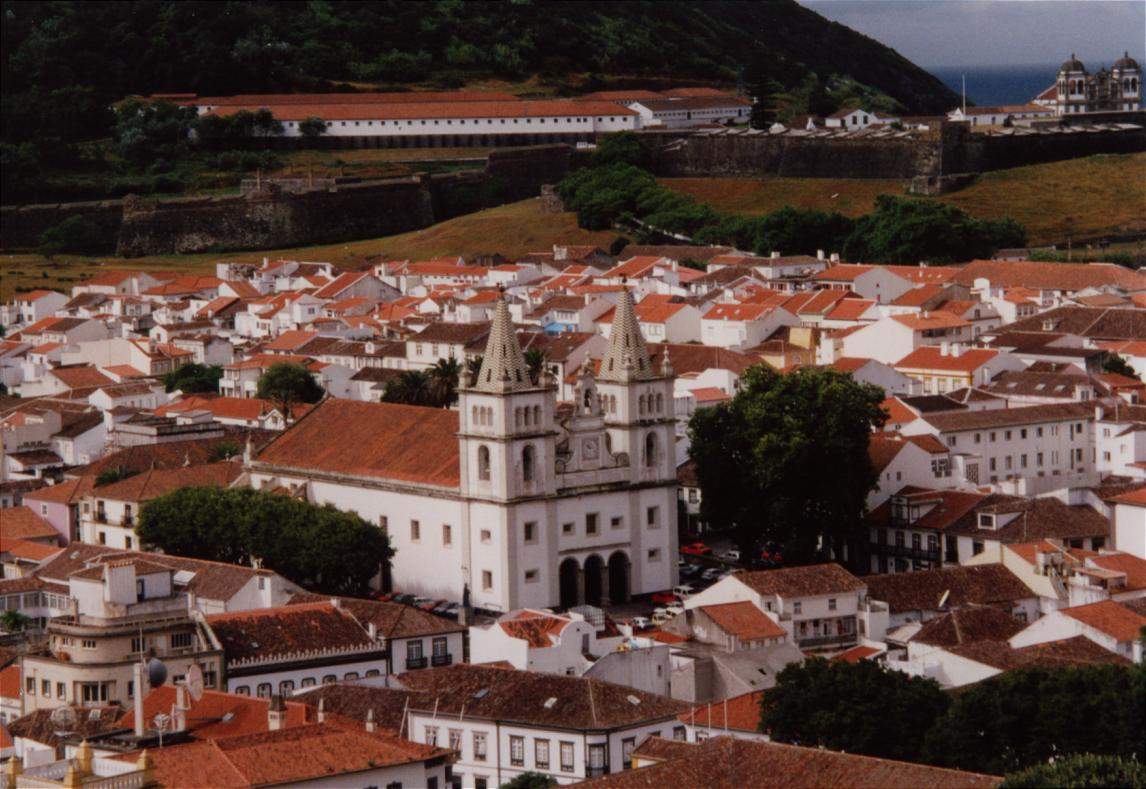
Catedral d'Angra

### El descobriment
Se sap que les illes Açores foren descobertes per Gonzalo Velho Cabral, comendador d'Almourol (o potser senzillament reconegudes, per haver-hi ja alguna notícia) l'any 1431, però s'ignora qui descobrí la Terceira, i també la data exacta, que alguns afirmen que fou el 1449; només es pot dir que fou entre el 1444 i el 1450. L'Infant Enric, per Decret del 2 de març del 1450, datat a Silves, encomanà el poblament de l'illa de Jesu Cristo, «tercera de les descobertes», a Jacome de Bruges, «meu servidor, natural do condado de Flandres». Per aquest document es té coneixement del nom que se li posà a l'illa, que fou el de Jesu Cristo, el qual no va prevaldre, quedant-se el de Terceira, i que la colonitzaren flamencs. Malgrat que aquest punt el posà en dubte el cronista Antonio Cordeiro, que explica que Jacome de Bruges tingué un soci lisboeta anomenat Diego de Teive, el qual es va desfer del flamenc i colonitzà pel seu conte. Però aquesta història ha estat refusada, així com la pretensió dels flamencs a l'honor d'haver descobert l'illa. El vertader nom del poblador Jacome de Bruges era Josué van den Berge.
Les illes de São Jorge, Faial, Flores i Pico foren colonitzades per altres famílies flamenques. El cap d'una d'elles, Jobs van Heurter, senyor de Moerkerke, fou sogre de Martín de Behaim, el famós autor d'un globus terraqüi en què consignà els descobriments geogràfics fets fins al viatge de Diego Cam a l'Àfrica Austral, al qual l'acompanyà (1484-86).
Acabà el seu aparell el 1492, i en aquest els termes orientals d'Àsia estan molt més cap a l'Est, de la seva vertadera situació: circumstància tinguda molt en compte quan s'investiguen els orígens de l'error que portà a Colom a descobrir Amèrica per casualitat.

### Després del Descobriment
En l'època que seguí al descobriment, Terceira serví moltes vegades d'escala a les flotes que anaven a l'Índia o a les naus que venien d'allà, i que a Angra s'unien per a creuar amb més seguretat aquella part de l'Oceà fins a Lisboa, infectada per corsaris moriscos o cristians, d'aquestes escales naixia per a l'illa gran riquesa i prosperitat. Quan el prior del Crato, pretenent imitar al mestre d'Aviz, volgué oposar-se per les armes a la invasió de Portugal per les tropes castellanes, l'illa Terceira el seguí amb entusiasme, obeint la veu de Cipriano de Figueiredo, el seu alcalde corregidor. L'Ajuntament d'Angra proclamà en Antonio, arrossegant amb ell a quasi tota la població, en el moment en què aquell era desballestat a Alcantara pel duc d'Alba.
Part de l'arxipèlag seguí la veu de Felip II, proclamat pel bisbe d'Angra. Allà com al continent, el clergat i les classes altes estaven per la unió amb Castella mentre que el poble, per la independència. Havent jurat Felip II en les Corts de Tomar, després d'haver jurat les lleis del regne i certs capítols federatius, envià per governador a la Terceira en Ambrosio de Aguiar i per corregidor en Jorge de Covos, amb l'ordre de perdonar els revoltats que penedits reconegueren el nou rei. Els partidaris d'aquest a Angra intentaren una contrarevolució, però foren vençuts, i les règies autoritats no pogueren ni tan sols desembarcar. Llavors el Govern peninsular menà una esquadra de 10 bucs, comandada per Pedro Valdés, el qual, encara que portava l'ordre de no intentar cap empresa, si l'illa resistia, fins a rebre reforços, decidí envestir-la per sorpresa (Juliol del 1581). Desembarcaren 400 homes entre Angra i Villa da Praia, però aviat acudiren més de 3.000 homes -i no poques dones-, a les altures veïnes, defensant-les amb tanta força, que no les hi pogueren prendre.
Però com que els terceirencs tampoc podien vèncer als veterans espanyols, a un frare que estava amb els illencs, se li va ocórrer una idea semblant a la usada pels ibers contra els cartaginesos molts segles abans, el qual consistí a reunir en aquells turons el bestiar boví de l'illa i empènyer-lo en una massa compacta, a tot córrer, sobre les tropes formades en la platja; ho feren amb tanta eficàcia, que els atropellaren, descompassaren i exterminaren, morint els caps Diego Valdés i Luis Bazan, i es perderen totes les armes i banderes. Es retirà Pedro Valdés a Espanya, on l'empresonaren i processaren per temerari i desobedient.
Mentrestant, el pretendent Antonio, home incapaç, substituïa el seu excel·lent servidor Figueiredo per Manuel da Silva, al qui havien fet comte de Torres Vedras, bon cortesà, però curt de gambals i cruel, al qui seguiren els italians, francesos i anglesos, avantguarda dels reforços que França i Anglaterra es proposaven enviar. Aquests havien de comandar-los Felipe Strozzi, florentí, el qual pare havia mort en un calabós víctima dels Medici, que emparava els Àustria i que per això odiaven a aquests i, per tant, també a Felip II, el seu cap. Strozzi era capaç, valent i estimat. Reuní 5.000 homes, gent jove, resolta, confiada, que embarcà amb 30 caravel·les, 20 patatxos i 5 naus grans.
Partí l'armada filibustera del port de Belle Isle el 26 de juny del 1582. El 10 de juliol partia de Lisboa l'espanyola comandada pel marquès de Santa Cruz, amb rumb cap aquella illa, en la qual Manuel da Silva imperava tirànicament, organitzant la resistència de tal forma, que ni per encàrrec de Felip II podria obrar amb tanta eficàcia contra Antonio. Però la victòria no depenia de les defenses de l'illa, sinó de la batalla naval que davant d'aquesta hauria de lliurar-se, i que fou una de les més famoses de tota la història d'Espanya.

### La batalla franco-espanyola
El 16 de juliol fondejava l'esquadra de Strozzi davant l'illa de São Miguel, defensada per 1.500 homes. Strozzi desembarcà 3.000, a les ordres del francès Asperrot; derrotà als defensors; apoderant-se de l'illa; la resta de la tropa vençuda es refugià al castell, mentre s'entretenia al vencedor en el setge d'aquest, es donava temps perquè aparegués en aigües de les Açores l'armada del marquès de Santa Cruz (22 de juliol), la qual maniobrà fins a guanyar el vent a l'enemiga, i el 25 vingué a ella formada en dues línies de batalla, a l'altura de Villa Franca. La primera línia la formaven cinc poderosos navilis comandats per Francisco de Bobadilla, Lope de Figueroa, Cristobal Eraso, Miguel Oquendo i el mateix almirall. Contra ella s'estavellà tota l'empenta de l'armada enemiga, menys 18 bucs comandats pel francès Sainte-Soline, que refusaren el xoc i foren a fondejar a l'illa Faial. Es va dir que fou traïció, i que l'almirall espanyol li va pagar 64.000 ducats. Acusat davant un tribunal francès pel comte Brissac, un dels caps de Strozzi, no se li'n pogué provar la traïció, però se'l declarà covard. La derrota de l'esquadra filibustera fou completa. Enfonsats i capturats els vaixells, morts quasi tots els caps (Strozzi i el comte de Vimioso, lloctinent del prior Crato), presoners els altres, restava acabada l'aventura d'Antonio i decidit el destí de l'illa Terciaria.
El marquès de Santa Cruz menà decapitar a tots els caps presoners i penjar als soldats, fonamentant-se en què, per ésser pirates, no tropes de l'exèrcit regular, restaven fora de les lleis de la guerra; Antonio el pretendent fugat de la Terceira el novembre; l'11 de juliol de l'any següent arribaren 9 companyies franceses per a reforçar la guarnició de l'illa, i a primers de juliol sorgia davant de la de São Miguel una nova esquadra, també comandada pel marquès de Santa Cruz, més poderosa que l'anterior i amb 9.500 homes de desembarcament a bord. Antonio el governador de l'illa Terceira, es rendí de paor. Però no el francès Du Chaste, capità dels reforços, el qual va prendre el comandament, malgrat que sabia molt bé la inferioritat de forces a les dels enemics. Començà el bombardeig dels punts fortificats el 20 de juliol, proposant-se el marquès de Santa Cruz ocultar, amb la multiplicitat dels seus atacs, el punt per on faria el principal. Ho feu per Santa Catalina, on amb increïble rapidesa posà a terra 5.000 homes, essent el primer a trepitjar-la el mestre de camp Francisco de Bobadilla. Du Chaste, que esperava l'atac per Angra, davant de la qual estava el gruix de l'esquadra, acudí ràpidament amb 500 arcabussers.
Manuel da Silva també arribà amb un miler de braus per a repetir l'estratagema que tan feliç resultat havia tingut, però aquesta vegada no produí cap efecte, obrint-se tranquil·lament les tropes desembarcades per deixar pas al bestiar. Mentrestant Bobadilla, amb 500 arcabussers, flanquejava les línies de defensa i entrava a Angra. La ciutat fou saquejada terriblement. El 4 d'agost capitulaven els francesos, que eren 1.200; el 14 embarcaven amb destí a França, havent estat decapitat el vespre anterior Manuel da Silva. Les altres illes de l'arxipèlag es varen sotmetre sense cap resistència, menys la de Faial, on els francesos que la guarnien encara lluitaren algun temps; però per fi es rendiren, sense que la seva tossudesa produís altre fruit que força morts més i el saqueig de la ciutat d'Horta pel vencedor.

### Imperi espanyol
Constituït l'immens Imperi espanyol amb la unió de Portugal, Aragó i Castella, quedaren les illes Açores com a centre d'aquest, i d'aquesta posició se seguiren per a elles, singularment per la Terceira, grans avantatges, de manera que prosperaren molt i no es varen veure desateses. La major part de les obres públiques terceirenques fins al segle xx, són d'aquell temps o en tingueren principi. Malgrat això no deixaren de seguir la vella metròpoli en la seva revolució separatista tot just iniciada. Fou també l'illa Terceira la que es posà al front, i ho va estar fins a l'últim instant, de mantenir la independència. El 25 de març del 1641, abans de complir-se els quatre mesos de la revolta de Lisboa, els terceirencs proclamaren Joan IV, i encerclant el castell el rendiren per fam un any després. D'allà partiren expedicions alliberadores de les altres illes, i al cap de dos anys les reconqueriren totes, sense que Portugal les ajudés, però també sense que Espanya pogués defensar els que es defensaven, perquè la pèrdua del domini marítim havia trencat els llaços de l'arxipèlag amb la península Ibèrica, constituint-lo en un món a part de Madrid, i no restant més llaç que el que conduïa d'allà a Lisboa. A l'estirada d'aquest, encara que dèbil, obeí la Terceira. En premi se li concedí vot en les Corts del 1642 a la ciutat d'Angra; el seu castell que s'anomenava de São Felipe, passà anomenar-se de São Juan, i la ciutat Siempre Leal. En aquest castell vingué presoner el rei Alfons VI de Portugal, al qual el seu germà Pere, li havia pres la corona, la dona i la llibertat, d'on recelós el tirà de les simpaties que l'infeliç despertava en la població de la Terceira, el traslladà a Cintra sis anys després.
L'illa Terceira ha sofert diverses erupcions volcàniques i diversos terratrèmols, principalment, entre aquests, els del 1614 i 1641, que destruïren gran nombre d'edificis, essent la part més castigada Villa da Praia, on a penes en restà cap dempeus. Quan la revolució portuguesa del 1828 a 1834 (vertader terratrèmol polític) l'illa prengué el paper director que sempre assumeix en els episodis culminants de la vida de l'arxipèlag, resistint al govern d'en Miguel i servint de refugi als liberals vençuts i expulsats de tot el regne.

### Bressol liberal
Refusada de Porto la primera expedició liberal, sortiren d'Anglaterra els emigrats, intentant eludir la vigilància del govern anglès, al qual varen dir que es dirigien al Brasil, però amb el propòsit de quedar-se en la Terceira, escala forçada. Però Wellington, que s'hi oposava, menà darrere els expedicionaris una divisió naval, que també s'oposà al desembarcament, havent de tornar a França els liberals. Mentrestant l'illa resistia amb els seus propis mitjans. Quatre mesos (maig a agost del 1828) la petita guarnició, encerclada en el seu baluard, sense notícies de la resta del món, esperà l'arribada de l'enemic, amb l'arma al puny contra les poblacions illenques, que tenien l'esperit absolutista. Pel setembre del 1828 arribava la fragata Isabel amb oficials emigrats i municions. Aquests elements foren l'embrió de l'exèrcit que allí es formà. S'hagué de començar per la conquesta de la mateixa illa. En la batalla del Pico de Celleiro quedaren derrotats els absolutistes.
Palmella, des de la Gran Bretanya, després de la malaurada l'expedició referida, continuà enviant recursos (homes, armes i municions) a la desfilada. El juny del 1829 arribà Villa-Flor (futur duc da Terceira), nomenat capità general dels dominis liberals. El 29 de juliol arribà l'esquadra miguelista. Villa-Flor organitzà la resistència amb els minsos recursos de què podia disposar. La població de l'illa perseverava en la seva hostilitat, de manera que pocs soldats podia fer sortir al carrer. Mancat absolutament de diners; manà fondre les campanes de les esglésies per a fabricar moneda de coure, posant en circulació els cèlebres patacs nomenats malucos (ximples) pel poble, que així expressava la seva opinió vers l'estat mental dels homes que a tan desesperada aventura es llençaven. L'esquadra miguelista constava de 24 bucs, amb 340 canons i 3.500 homes de desembarcament. Villa-Flor disposava de 2.800 homes, i havia tingut temps de fortificar-se molt bé. L'11 d'agost començà el bombardeig de la Ciutat de la Playa, sobre la qual caigueren inútilment 5.000 projectils. L'intent de desembarcament fou desgraciat.
L'esquadra es retirà deixant molt de fum a l'atmosfera i 400 presoners a terra. Des de llavors l'illa Terceira es convertí en quarter general del liberalisme peninsular, encara que només semblava ser-ho dels lusitans; però havent-ne avançat a l'espanyol, del triomf dels seus esforços depenia l'èxit de les temptatives d'aquest. I, en efecte, de la victòria dels (ximples) de la Terceira resultà la del liberalisme portuguès, i aquesta feu possible la de l'espanyol. Si l'esquadra “miguelista” s'hagués apoderat de l'illa Terceira no és probable que Isabel II d'Espanya s'hagués assentat al tron.
D'aquí la importància d'aquest episodi, amb freqüència no mencionat pels historiadors espanyols. En l'illa victoriosa bullien les intrigues i les conspiracions. S'acusaven els uns als altres de cobdiciosos, immorals i traïdors. D'en Palmella es deia que no obrava netament pel que fa als diners, ni de bona fe en el polític, perquè no era partidari de la Constitució. La penúria era enorme. Tot el partit liberal del regne havia reunit un subsidi pecuniari de menys de 10.000 duros. Salvat de la causa liberal la revolució del 1830 a França i la mort de Jordi IV d'Anglaterra, per haver passat el govern d'aquesta a mans de Palmerston, cap dels liberals.

### Punt final
Villa-Flor prengué l'ofensiva i va emprendre la conquesta de l'arxipèlag. Ensems, Pedro, havent abdicat a la corona brasilera, fondejà davant l'illa Faial. La conquesta de les illes produïa diner, armes i soldats, a més de considerable influència. L'arribada de Pedro proporcionà també un cap autoritzat, no pel talent i la capacitat, però sí per la jerarquia. Afegint a tot això l'evident simpatia dels nous governs liberals d'Europa i el fet transcendental de la captura de l'esquadra miguelista francesa (juliol del 1831).
Pedro no es quedà en la Terceira. Continuà el seu viatge a Europa. Luis Felipe l'hostatjà en el palau de Meudon, però no li regalà l'esquadra presa a Miguel. Amb els diners que li proporcionà Mendizábal, es compraren vaixells i material de guerra i s'allistaren mercenaris. Així s'organitzà una expedició armada que, com la de Strozzi, partí del port de Belle-Isle, però ara amb la seguretat de trobar en les aigües de les Açores amb la del marquès de Santa Cruz. Els vaixells de Miguel seguien, i seguiren, en poder de França. Mercès a aquesta tranquil·la possessió del mar pogué organitzar-se en les Açores l'expedició de 7.500 homes que, per haver desembarcat a Mindello, prop de Porto, esdevenien anomenar-se, per part dels liberals triomfants, os bravos de Mindello. Ningú hostilitzà als alliberadors fins que entraren a Porto. Després es varen veure assetjats en la ciutat, però per fi, després de llarga guerra, triomfaren, i el seu triomf (1834) impedí el dels absolutistes a Espanya.